# Mastino I della Scala

Herb rodu della Scala

Leonardino della Scala, znany jako Mastino I (ur. ? - zm. 26 października 1277 w Weronie) – kondotier włoski, członek werońskiego rodu della Scala. Był synem Jacopino della Scala. Został mianowany podestą Cerei i Werony w 1259. W 1260 został ustanowiony Kapitanem Ludu Werony (wł. Capitano del Popolo), a w latach 1261–1269 piastował urząd kapitana Domu Kupców (wł. Casa dei Mercanti), organu władzy zarządzającego komuną Werony.

## Droga do władzy
Gdy do Werony dotarła wieść o śmierci Ezzelino III da Romano, który, mając za sobą poparcie cesarza Fryderyka, sprawował absolutną władzę w mieście, w wielkim pośpiechu wybrano na podestę Mastino della Scala. Pochodził on z rodziny kupieckiej, która trudniła się handlem wełną. Był człowiekiem o skromnym zachowaniu, często pokazywał się wśród ludu i uważał się za "człowieka z ludu, wybranego przez lud dla ludu". Jednak pod władzą Ezzelino wcale nie prowadził skromnego życia, czerpał bowiem korzyści z posiadłości klasztoru Santa Maria in Organo, a także był podestą Cerei. Ponadto jego rodzina zgromadziła pokaźny majątek handlując wełną. Po objęciu władzy nie nazwał się Panem Werony, ale "obrońcą". Aby pokazać życzliwość wobec ludu, polecił nadać sobie rangę Kapitana Ludu a nie Komuny.

## Polityka

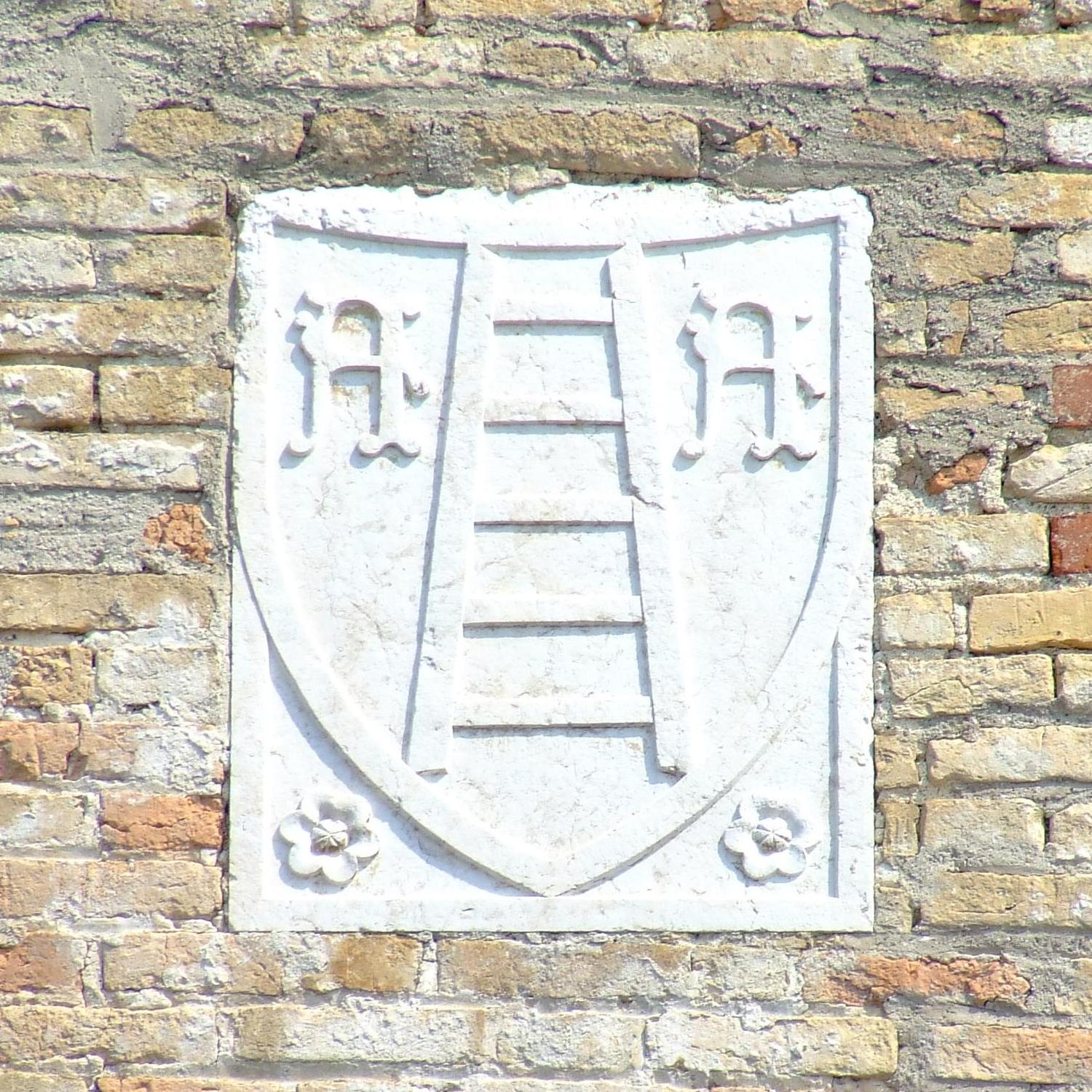
Herb Scaligerich na zamku w Sirmione

W polityce zdecydowanie opowiadał się za Gibelinami. Preferował jednak pokój, dlatego pozwolił na powrót do Werony wygnanych wcześniej przeciwników politycznych, między innymi rodziny hrabiów San Bonifacio. Zawarł pokój z sąsiednią Mantuą stojącą po stronie Gwelfów oraz z rodem d’Este. Kapitanat Mastino charakteryzował się przede wszystkim dążeniem do pokoju. Wkrótce oddał urząd podesty Wenecjaninowi Andrei Zeno. Przez ten fakt uzyskał od coraz potężniejszej Wenecji możliwość żeglugi i handlu na wodach Adygi. Mastino ciągle jednak miał zamiar zdobycie pełni władzy i przekształcenie Werony w signorię. Wielką pomocą był mu jego brat Alberto I della Scala, również bardzo zdolny w polityce. Mastino wiedział, że musi mieć za sobą przede wszystkim klasę kupiecką, z której pochodził, a która była podstawą bogactwa komuny, mogła dostarczać rekruta i miała większość w radach miejskich. Przejście od komuny miejskiej do signorii dokona się jednak dopiero za czasów jego brata - Alberto.
Mimo wyjątkowo pokojowego nastawienia Mastino zdołał zdobyć w 1265 Trydent oraz w 1266 Vicenzę. Zdobyczy tych Werona nie utrzymała jednak długo.

## Konradyn i ekskomunika papieska
W 1266 ostatni z dynastii Hohenstaufów, Konradyn, syn Konrada IV i Elżbiety Bawarskiej ogłosił swoje rychłe przybycie do Italii w celu zaprowadzenia pokoju między skłóconymi komunami włoskimi. Przybył jednak dopiero w 1267 po ułagodzeniu feudałów niemieckich, którzy nie darzyli go szczególnym szacunkiem. W tym czasie Mastino zdołał wypędzić z Trydentu biskupa tego miasta, przeciwnego księciu, obejmując na krótko władzę na tym terenie. 21 października 1267 Konradyn przybył do Werony witany uroczyście przez Mastina. Na cześć księcia przyozdobiono miasto i wydano wystawny bankiet. Do Werony przybyli ambasadorowie wielu miast weneckich, lombardzkich, a nawet toskańskich i sycylijskich, aby złożyć hołd księciu. Tymczasem w Rzymie, 18 listopada 1267 papież Klemens IV nałożył ekskomunikę na Konradyna i na wszystkich gibelinów włoskich, którzy go popierali. W tej grupie znalazł się też Mastino.

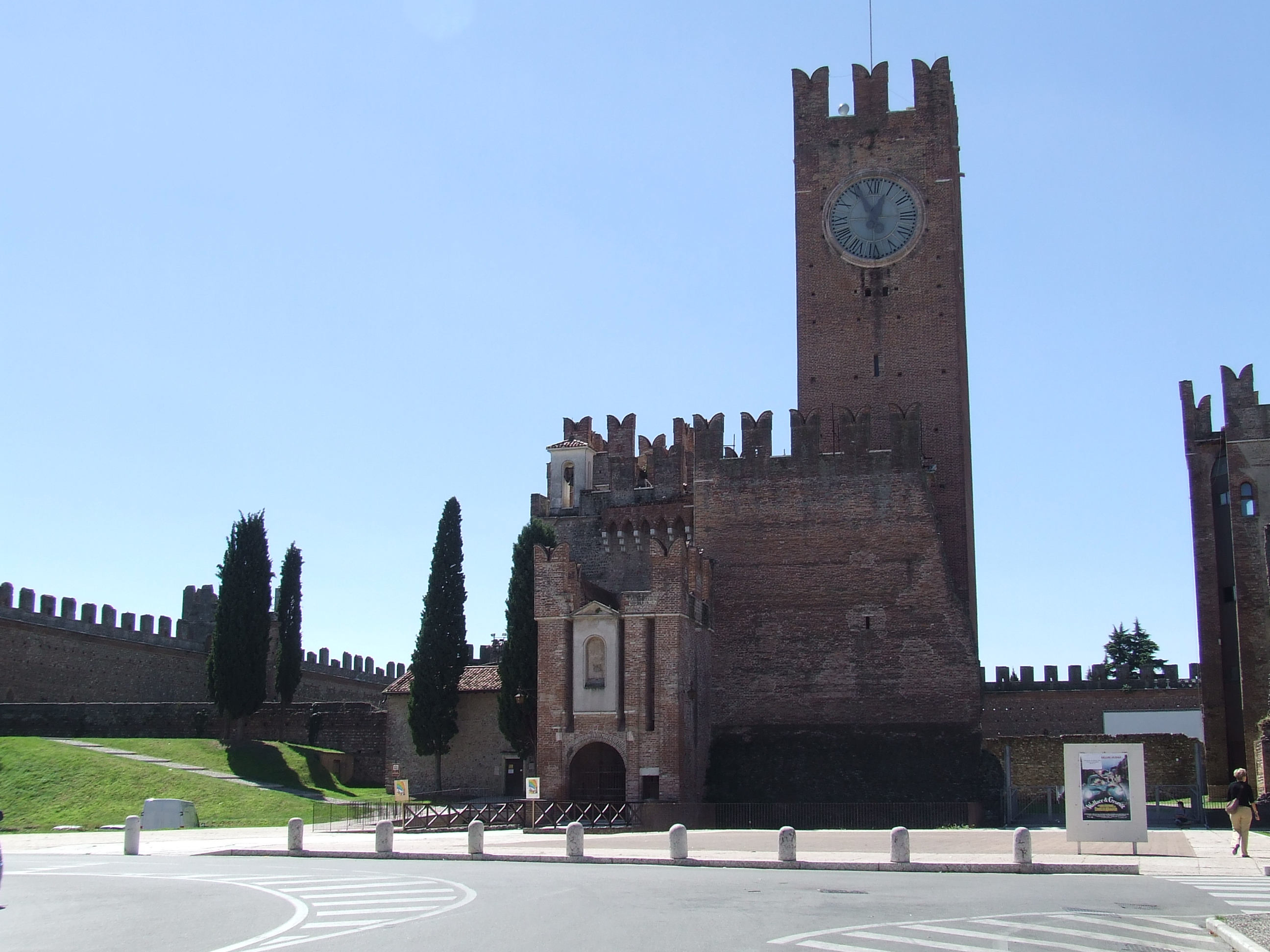
Zamek della Scala w Villafranca di Verona

Konradyn został wkrótce zaproszony do Pawii i udał się tam w 1268 w towarzystwie Mastina i jego żołnierzy. W Pawii książę ogłosił Mastina podestą tego miasta. Tymczasem w Weronie pod nieobecność Mastina podniósł się bunt, którego przywódcami byli hrabiowie San Bonifacio (Sambonifacio) na czele z hrabią Ludovico. Buntownicy zdołali usunąć garnizony Mastina z Legnano, Villafranca di Verona, Illasi i z wielu innych miejscowości. Rozpoczęła się ostra walka między dwiema siłami. W jednej z bitew zginął Bocca della Scala, brat Mastina. Wkrótce jednak Kapitan Ludu opanował sytuację, przejął władzę nad utraconymi miejscowościami i ukarał buntowników. Kolejnym krokiem w kierunku umacniania władzy było osadzenie w 1274 przez Mastina jego brata Alberto jako podestę Mantui. To zagwarantowało trwały pokój i przyjazne relacje między dwoma, rywalizującymi dotychczas miastami. W okresie pokoju Mastino troszczył się o rozbudowę i upiększanie swych pałaców i zamków oraz o rozwój ekonomii i handlu. Na swój dwór zapraszał artystów i uczonych z wielu sąsiednich miast.
W 1268 po przegranej wojnie z Karolem I został ścięty Konradyn. Wkrótce jednak do Werony przybyła delegacja nowego władcy niemieckiego - Rudolfa. Również on domagał się uznania jego władzy przez miasta włoskie, w tym przez Weronę. Rada miejska złożyła na ręce ambasadora przysięgę wierności. Nad miastem ciążyła jednak ciągle ekskomunika papieska.

## Aresztowaniekatarów

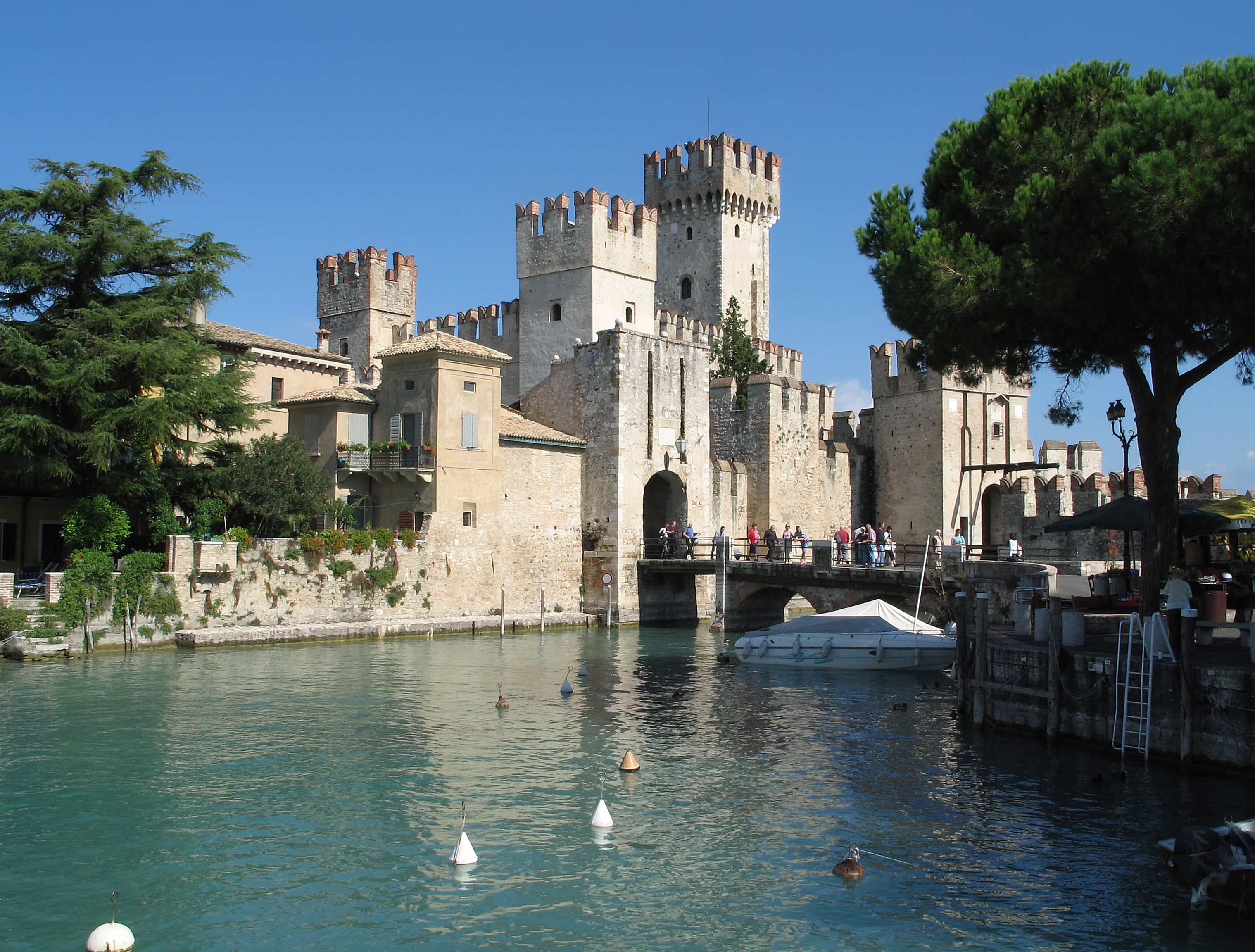
Zamek Scaligerich w Sirmione

W Sirmione nad Jeziorem Garda, niedaleko Werony usadowiła się liczna wspólnota katarów i członków wspólnoty zwanej Patareni (lub Patarini), uznawanych przez Kościół za heretyków. Rządził nimi biskup Lorenzo, który przejął całkowitą kontrolę nad miastem - materialną i duchową. Trybunał inkwizycyjny wysyłał tam inkwizytorów, aby ocenili sytuację, ale gdy się okazało, że katarzy przejęli całkowitą kontrolę nad miastem, biskup Werony Timido przedsięwziął przeciwko nim kampanię militarną. Z kolei Alberto, brat Mastina, po krótkim oblężeniu zajął Sirmione. Heretycy zostali aresztowani i zamknięci w więzieniach w Weronie. Byli jednak traktowani bez zbytniej brutalności. Kilka lat później, za czasów władzy Alberto, 166 katarów zostało spalonych na stosie w werońskiej Arenie. Było to wydarzenie, które przyczyniło się do pojednania z papieżem Mikołajem IV, który zdjął ekskomunikę z Werony i jej władcy.

## Ostatnie lata
W 1274 Werona przysięgła wierność Alfonsowi X, ale zgodnie z wolą papieża Grzegorza X uznała za swego zwierzchnika Rudolfa I sprzymierzonego z Państwem Kościelnym, który wcześniej oddał papieżowi Rawennę i Spoleto oraz zrezygnował z pretensji do tronu Sycylii. Mastino był więc zmuszony zawrzeć pokój z papieżem.
26 października 1277 Mastino della Scala został skrytobójczo zamordowany w pobliżu swego pałacu. Razem z nim został zamordowany jego zaufany współpracownik Antonio Nogarola. Większość źródeł podaje, że zamachowcami byli: Isnardo Scaramella z Monzambano oraz przedstawiciele rodziny Pigozzo i rodziny Spallino sympatyzujący z Gwelfami i pragnący obalić władzę Scaligerich. Gdy Alberto della Scala, brat Mastina,się dowiedział o zamachu, możliwie najszybciej przybył z Mantui, gdzie był podestą, i dokonał zemsty na zamachowcach: szlachciców kazał ściąć, a przedstawicieli niższych stanów utopić w rzece Arno.